# 長島城 (紀伊国)
長島城（ながしまじょう）は、志摩国英虞郡（のち紀伊国牟婁郡）長島（現在の三重県北牟婁郡紀北町）にあった日本の城（山城）。

## 地理
標高146 mの山城であり、比高差は144 m。紀北町指定史跡に指定されている。

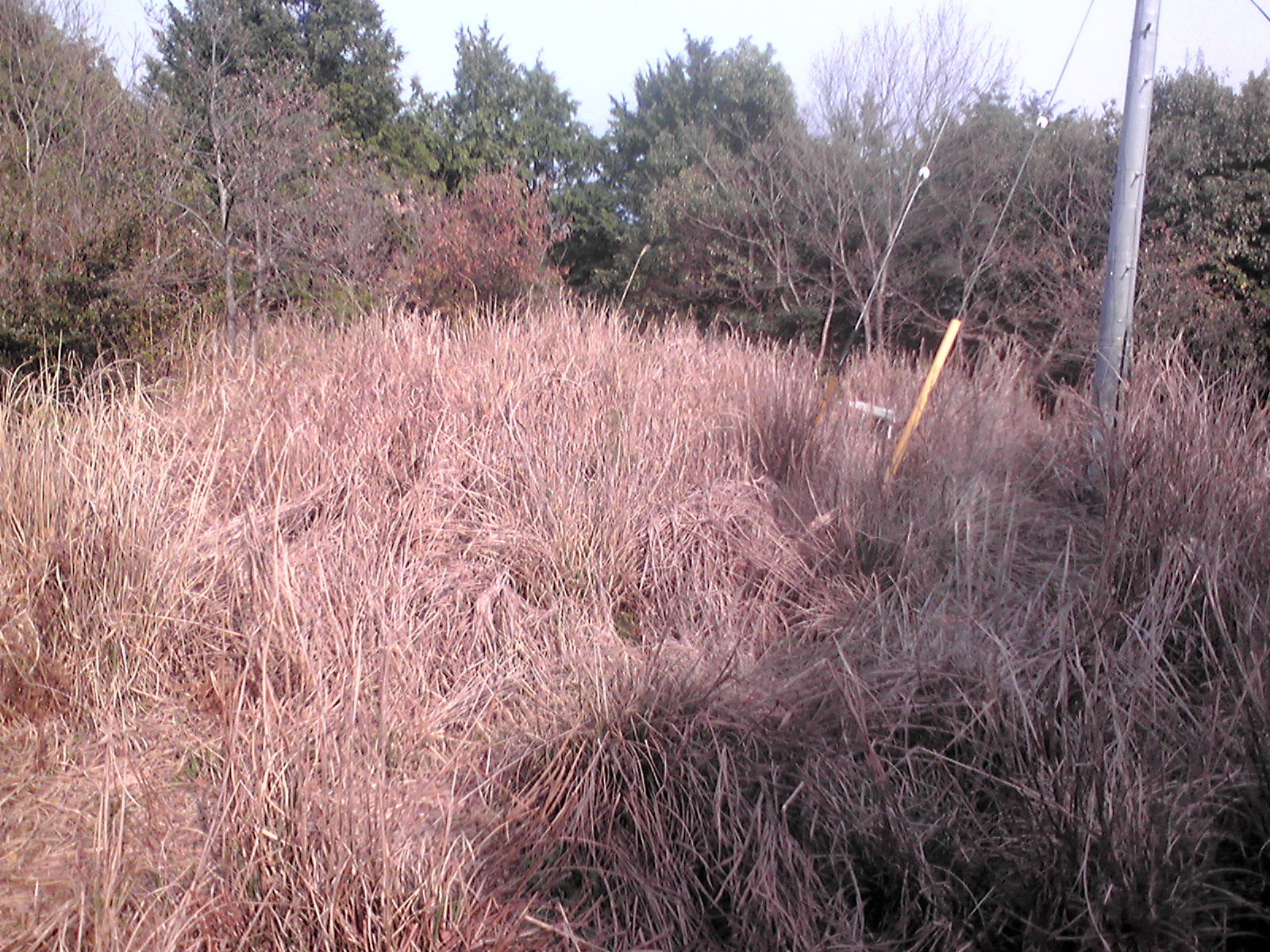
長島城の本丸
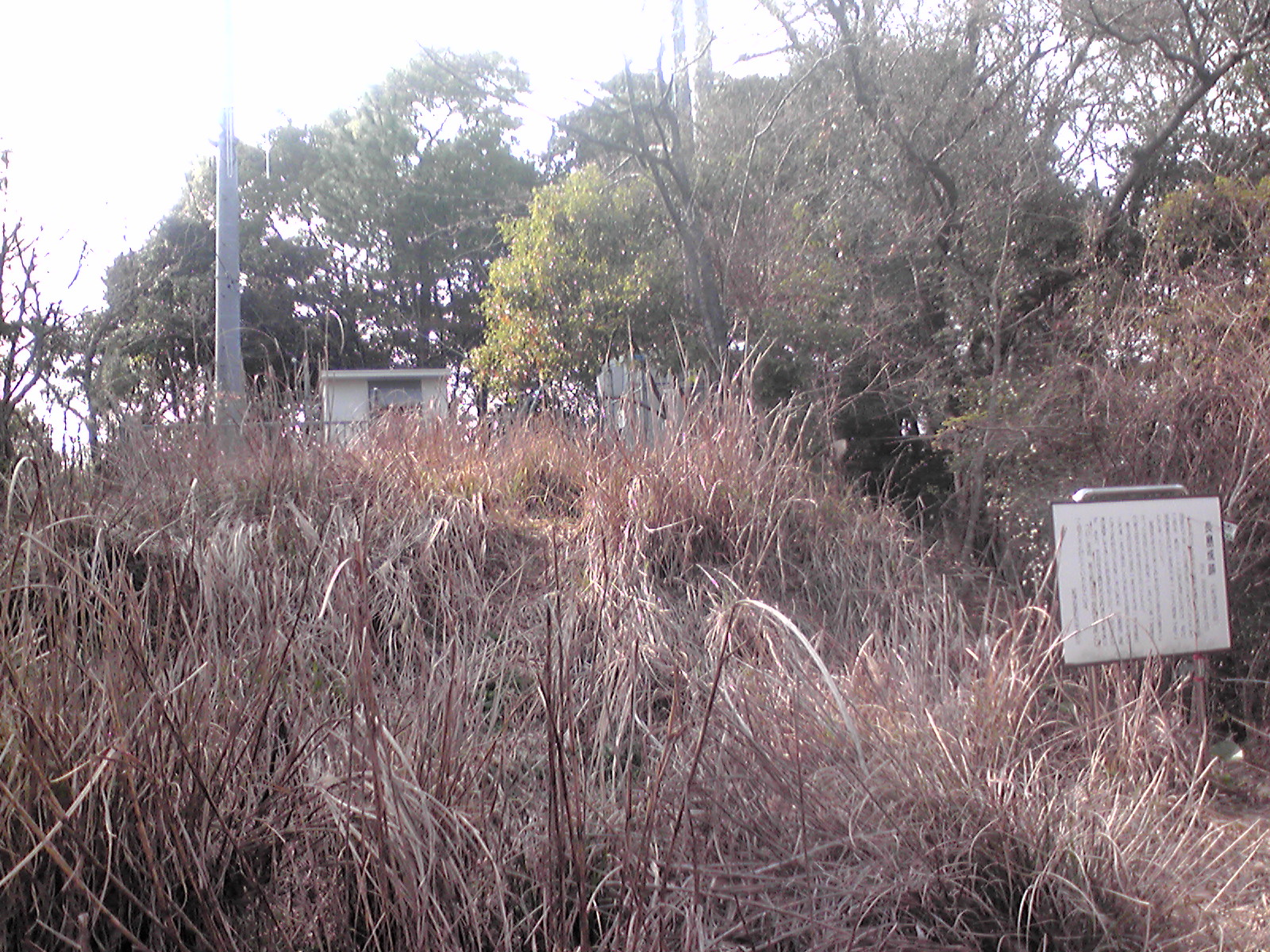
長島城の櫓台と説明版
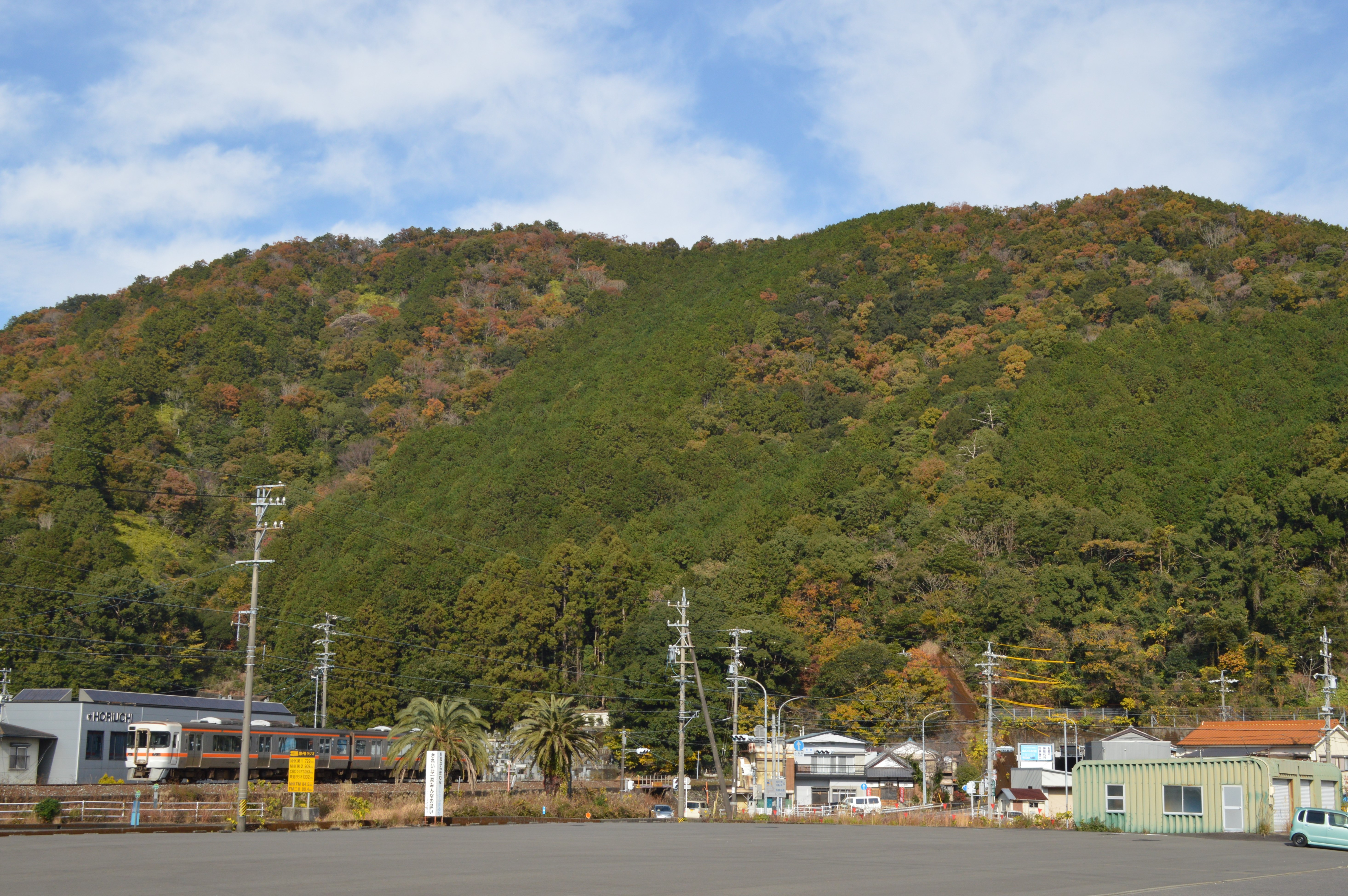
長島城がある城越

## 歴史

### 南北朝時代
至徳元年（1384年）北畠氏の家臣であった加藤甚左衛門が築城した。応永2年（1395年）に奥村氏は尾鷲・紀伊長島に向かって攻めてきたため、加藤甚左衛門は尾鷲で迎え撃ったが内通者がいたため敗れた。その後、加藤甚左衛門は自刃した。

### 戦国時代
天正4年（1576年）織田信雄が5代目の城主であった加藤甚五郎と奥村氏に熊野の征伐を命じた。
三木城（現在の三重県尾鷲市）を攻め落とした堀内氏善は少しの兵力を残して新宮に帰ったが、それを狙って加藤甚五郎は奥村氏と三木城を攻め落とし、在城した。
これを知った堀内氏善は天正4年（1576年）に2,000の兵力を率いて夜討ちをかけた。加藤甚五郎の軍勢は多数の死傷者を出しながらも何とか本拠であるこの城に戻ったが、奥村氏の裏切りにより更に不利な状況となり、数ヶ月間戦った後、紀伊長島城は焼失し、加藤甚五郎は自刃した。54歳であったといわれている。

### 昭和時代
太平洋戦争の時に軍事監視所が置かれていた。

### 現代
曲輪などの遺構が整備されており、本丸跡地にはベンチもある。櫓台には携帯電話の通信施設が置かれている。

## 交通
- JR紀勢本線 紀伊長島駅から徒歩で約20分。
- 紀勢自動車道 紀伊長島ICから約5分。